# NGC 3802
NGC 3802 é uma galáxia espiral (Sc) localizada na direcção da constelação de Leo. Possui uma declinação de +17° 45' 55" e uma ascensão recta de 11 horas, 40 minutos e 18,7 segundos.
A galáxia NGC 3802 foi descoberta em 14 de Março de 1784 por William Herschel.